# Westmoreland County, Pennsylvania
Westmoreland County är ett administrativt område i delstaten Pennsylvania i USA, med 365 169 invånare. Countyt hör till Pittsburghs storstadsområde. Den administrativa huvudorten (county seat) är Greensburg.

## Politik
Westmoreland County tenderar att rösta på republikanerna i politiska val.
Republikanernas kandidat har vunnit rösterna i countyt i samtliga presidentval sedan valet 2000. I valet 2016 vann republikanernas kandidat med 63,5 procent av rösterna mot 32,5 för demokraternas kandidat.

## Geografi
Enligt United States Census Bureau har countyt en total area på 2 684 km². 2 656 km² av den arean är land och 28 km² är vatten.

### Angränsande countyn
- Armstrong County - nord
- Indiana County - nordost
- Cambria County - öst
- Somerset County - sydost
- Fayette County - syd
- Washington County - sydväst
- Allegheny County - väst
- Butler County - nordväst